# 阿内加达岛
阿内加达岛（英語：Anegada）是英属维尔京群岛中的一座岛屿。距波多黎各岛128公里。面积38平方公里。人口285人（2010年）。该岛由珊瑚石灰岩构成。地势低平，最高海拔仅8.5米。年平均气温26℃，年降水量1275毫米。居民多从事渔业与畜牧业。岛上有奥古斯特·乔治机场。